# Silbermond
Silbermond est un groupe de pop rock allemand, originaire de Bautzen, en Saxe. Ensemble avec Wir sind Helden, Juli, Ich + Ich et beaucoup d'autres musiciens, ils font partie d'une nouvelle « new wave » allemande.

## Biographie

### Débuts (2000-2004)
Les membres de Silbermond (« lune d'argent » ou « lune argentée ») se sont rencontrés à l'occasion d'un projet musical pour la jeunesse en 1998. Au bout de deux ans et de plusieurs sessions d'enregistrement, Johannes Stolle (bassiste), Andreas Nowak (batteur), Stefanie Kloß (chant), Thomas Stolle (guitariste et frère de Johannes) se sont décidés à fonder le groupe JAST (ce nom est constitué des initiales de leurs quatre prénoms). Ils avaient à leur actif quelques compositions en anglais mais leur répertoire se composait principalement de reprises de chansons connues pendant les cinq premiers mois. Ce sont les premières avec lesquelles ils ont participé à trois compétitions et qui les ont aidés à gagner des prix. Mécontents de leurs textes anglais, le groupe s'est résolu de composer désormais dans sa langue maternelle.
C'est en automne de l'année 2001 que Silbermond produit ses premières chansons en langue allemande. Afin de soutenir les Puhdys pendant leur tournée, Silbermond les accompagnait au mois de mai 2002 et ont ainsi présenté leur répertoire devant un plus large public. Un mois plus tard, la radio PSR les a accompagné à l'occasion de son dixième anniversaire - une tournée qui a culminé dans un concert devant une foule de plus de 50 000 spectateurs. 
Le 7 avril 2003, ils signent un contrat avec le label BMG. Envisageant d'intensifier leur succès, les membres du groupe ont déménagé à Berlin. En janvier de l'année 2004, Silbermond a soutenu Jeanette Biedermann lors de sa tournée et, en mars, les quatre ont publié leur chanson Mach's dir selbst!. Leur premier album Verschwende deine Zeit est enregistré en coopération avec les producteurs Ingo Politz et Bernd Wendlandt qui avaient déjà travaillé avec Bell, Book und Candle, et Angelzoom. Le CD a connu un très grand succès, ce dont témoignent les positions dans les hit-parades et les prix que le groupe a gagnés.
Après une longue tournée en 2004/2005 et une apparition lors du Live 8, Silbermond publie son deuxième opus le 21 avril 2006, Laut gedacht, qui comprend notamment le single Das Beste, très connu en Allemagne.

### Nouveaux albums (2005-2014)

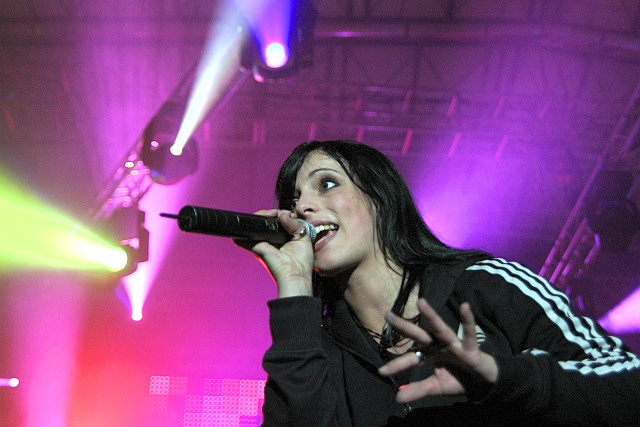
Stefanie Kloß, chanteuse de Silbermond.

Ensuite, Silbermond entame des concerts dans toute l'Allemagne, grâce auxquels le groupe a pu réaliser un DVD, Laut gedacht Live Tour 2007. Le groupe participe également au projet entamé par Al-Gore pour sauver la planète. Le groupe est donc apparu au concert du LiveEarth en Allemagne.
En 2009 parait l'album Nichts passiert. Composé de 14 chansons, l'album se compose de 2 duos, dont un avec Jan Delay. Il s'ensuit une tournée baptisée Nichts passiert - Die Tour. De cet opus sont extraits Irgendwas bleibt, Ich bereue nichts et Krieger des Lichts. Après la tournée, le groupe décide de rentrer en studio et sort en 2012 l'album Himmel auf. Grâce à celui-ci, ils s'exportent à l'étranger et jouent à Paris, Luxembourg... Ils ont, à ce jour[Quand ?], sortis deux clips : Himmel auf et  FdsmH (Für dich schlägt mein Herz). Le dernier titre paru fin 2012 est Ja.

### Albums depuis 2015
Le 27 novembre 2015 sort Leichtes Gepäck. Il est accompagné de singles digitaux comme Intro (die Mutigen), et de B 96. Il est également soutenu par le single physique Leichtes Gepäck.
Le 15 novembre 2019, ils sortent l'album Schritte (en).

## Discographie

### Albums studio
- 2004 : Verschwende deine Zeit
- 2006 : Laut gedacht
- 2009 : Nichts passiert
- 2012 : Himmel auf
- 2015 : Leichtes gepäck
- 2019 : Schritte

### Album live
- 2012 : Himmel auf - Live in Dresden

### Singles
- 2004 : Mach's DIR selbst!
- 2004 : Durch die Nacht
- 2004 : Symphonie
- 2005 : Zeit für Optimisten
- 2006 : Unendlich
- 2006 : Meer sein
- 2006 : Das Beste
- 2007 : Das Ende vom Kreis
- 2009 : Irgendwas bleibt
- 2009 : Ich bereue nichts
- 2009 : Krieger des Lichts
- 2012 : Himmel auf
- 2012 : FdsmH
- 2015 : Leichtes Gepäck
- 2022 : AUF AUF

### DVD
- Verschwende deine Zeit LIVE (2005)
- Live in Kamenz  (Sur la version premium de "Laut gedacht") (2006)
- Laut gedacht LIVE (2007)

## Livres
- Liederbuch (2010)